# Płochocin (osada leśna w województwie kujawsko-pomorskim)
Płochocin – osada leśna w Polsce położona w województwie kujawsko-pomorskim, w powiecie świeckim, w gminie Warlubie.
W latach 1975–1998 miejscowość położona była w województwie bydgoskim. 
28 października 1939 na terenie leśnictwa Płochocin hitlerowcy rozstrzelali nadleśniczego z Przewodnika – Witolda Bielowskiego członka „Grunwaldu”. W 44 rocznicę śmierci (1983), w miejscu tragedii, odsłonięto głaz pamiątkowy ku czci leśnika. Bielowski jest patronem Gimnazjum Publicznego w Warlubiu od 2001. 